# The Bikeriders
The Bikeriders is een Amerikaanse dramafilm uit 2023, geschreven en geregisseerd door Jeff Nichols. De film vertelt een fictief verhaal geïnspireerd op het gelijknamige fotoboek uit 1967 van Danny Lyon, waarin de levens van de Outlaws MC, een in Chicago gevestigde motorbende, worden afgebeeld.

## Verhaal
De film speelt zich af in de jaren 1960 en volgt de opkomst van de "Vandals MC", een fictieve outlaw-motorclub uit Chicago. De club evolueert in de loop van een decennium van een surrogaatfamilie voor lokale outcasts naar gewelddadige georganiseerde misdaad, die de unieke visie en manier van leven van de oorspronkelijke oprichter bedreigt.

## Rolverdeling
| Acteur          | Personage   |
| --------------- | ----------- |
| Jodie Comer     | Kathy       |
| Austin Butler   | Benny       |
| Tom Hardy       | Johnny      |
| Michael Shannon | Zipco       |
| Mike Faist      | Danny Lyon  |
| Norman Reedus   | Funny Sonny |
| Boyd Holbrook   | Cal         |
| Damon Herriman  | Brucie      |
| Beau Knapp      | Wahoo       |
| Emory Cohen     | Cockroach   |
| Karl Glusman    | Corky       |
| Toby Wallace    | The Kid     |
| Happy Anderson  | Big Jack    |

## Release en ontvangst
The Bikeriders ging op 31 augustus 2023 in première als openingsfilm op het Filmfestival van Telluride. Op 8 december 2023 werd aangekondigd dat de bioscooprelease voor de film in de Verenigde Staten, voorzien in december 2023, verschoven werd naar 21 juni 2024.
De film kreeg overwegend positieve kritieken van de filmcritici, met een score van 86% op Rotten Tomatoes, gebaseerd op 35 beoordelingen.